# Jon Heder

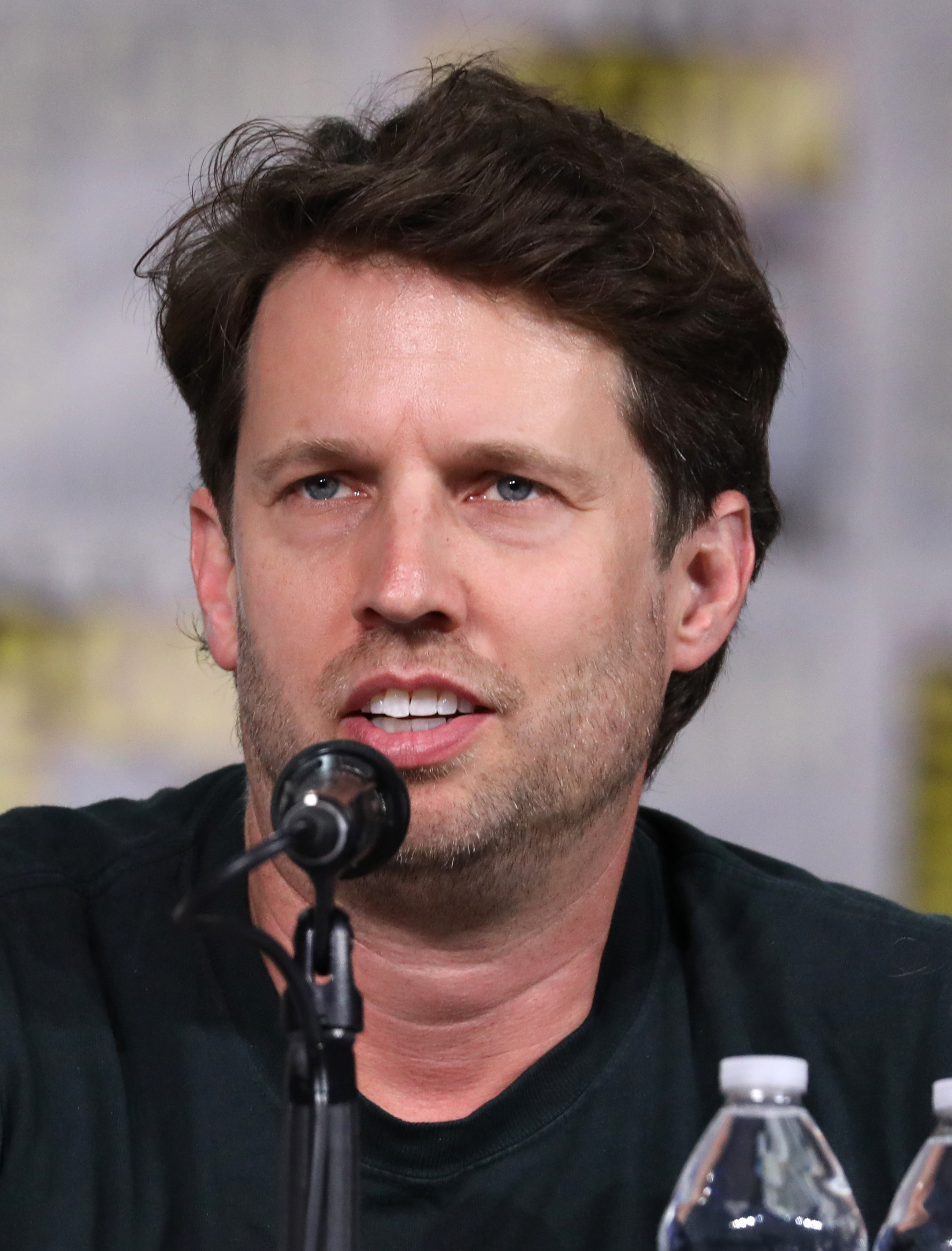
Jon Heder (2023)

Jonathan Joseph Heder (* 26. Oktober 1977 in Fort Collins, Colorado) ist ein US-amerikanischer Schauspieler, der durch den Film Napoleon Dynamite bekannt wurde.

## Leben und Karriere
Heder besuchte die Brigham Young University in Provo, Utah, wo er sich mit dem  Regisseur Jared Hess befreundete, der ihn für die Hauptrollen in Napoleon Dynamite und in dem Kurzfilm Peluca besetzte. Zusammen mit Efren Ramirez produzierte Heder außerdem mehrere Werbespots für die Utah State Fair 2005, für die sie ihre Rollen aus Napoleon Dynamite wieder aufleben ließen. In Adam Sandlers Filmkomödie Die Bankdrücker war er 2006 neben Rob Schneider und David Spade zu sehen.
Heder ist bekennender Mormone und hat einen Zwillingsbruder namens Dan. Er lebt mit seiner Frau Kirsten, mit der er drei gemeinsame Kinder hat, in Los Angeles, Kalifornien.

## Filmografie (Auswahl)
- 2000: Funky Town
- 2003: Peluca
- 2004: Napoleon Dynamite
- 2005: Solange du da bist (Just like Heaven)
- 2006: Die Bankdrücker (The Benchwarmers)
- 2006: Monster House (Stimme)
- 2006: Der Date Profi (School for Scoundrels)
- 2007: Moving McAllister
- 2007: Die Eisprinzen (Blades of Glory)
- 2007: Könige der Wellen (Surf’s Up, Stimme)
- 2007: Mama’s Boy
- 2008: My Name Is Earl (Fernsehserie)
- 2010: When in Rome – Fünf Männer sind vier zu viel (When in Rome)
- 2014: How I Met Your Mother (Fernsehserie, S09E19)
- 2015: Walt vor Micky (Walt Before Mickey)
- 2016: Motive (Fernsehserie, S04E01)
- 2020: Tremors: Shrieker Island
- 2024: Thelma the Unicorn (Stimme)